# Baixas
Baixas är en kommun i departementet Pyrénées-Orientales i regionen Occitanien i södra Frankrike. Kommunen ligger i kantonen Saint-Estève som tillhör arrondissementet Perpignan. År 2022 hade Baixas 2 784 invånare.

## Administration

### Borgmästare
| Borgmästare      | Ämbetsperiod |
| ---------------- | ------------ |
|                  |              |
| Vaquer           | ?-06/1815    |
| Honoré Tarrieux  | 06/1815-?    |
|                  |              |
| Désiré Bobo      | 1896-1904    |
| Henri Thomas     | 1904-1919    |
| Jules Bonzoms    | 1919-1925    |
| Jacques Frigola  | 1925-1944    |
| Robert Cantier   | 1944-1947    |
| Georges Bobo     | 1947-1959    |
| Servais Bobo     | 1959-1971    |
| Robert Frigola   | 1971-1995    |
| Roger Torreilles | 1995-2001    |
| Gilles Foxonet   | 2001-        |

## Befolkningsutveckling
Antalet invånare i kommunen Baixas
| Referens: INSEE |